# Агностический атеизм

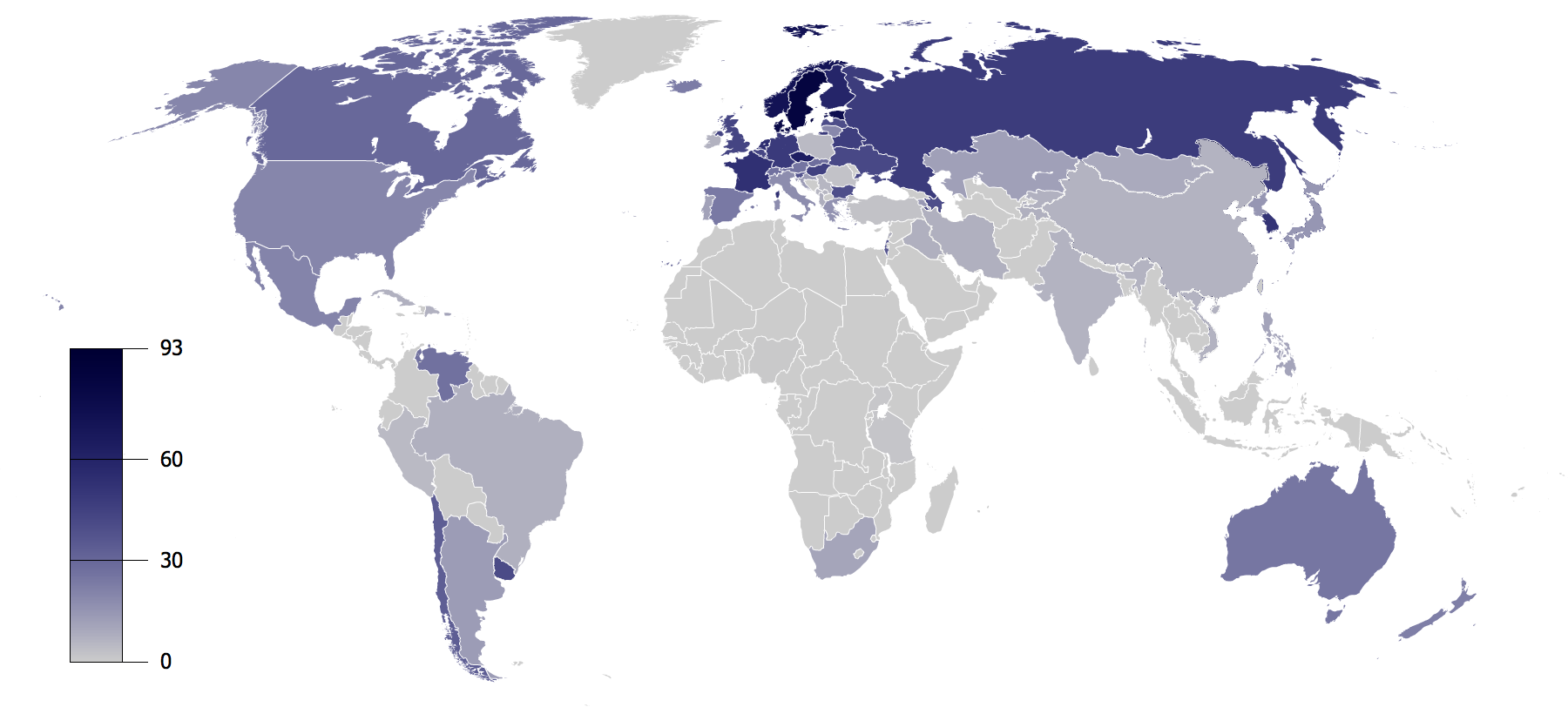
Доля атеистов и агностиков в разных странах. Значения для Китая, Кубы, Северной Кореи и Вьетнама могут быть менее точны, поскольку об этих странах имеется сравнительно мало информации.

Агности́ческий атеи́зм, также известный как атеисти́ческий агностици́зм, охватывает атеизм и агностицизм. Агностические атеисты не верят в существование какого-либо божества, но не утверждают, что знают, что божества не существует. Агностические атеисты могут быть противопоставлены агностическим теистам, которые верят, что один или более божества существуют, но не утверждают, что знают это.
Люди, считающие себя агностическими атеистами, могут обосновывать свою позицию, ссылаясь на эпистемологию или бритву Оккама.

## Примеры
Бертран Рассел использует в качестве примера небесный чайник. Он утверждал, что, хотя нельзя знать, что чайник не существует, большинство людей в него не верит.
Известный биолог-атеист Ричард Докинз аналогично утверждал:

Я агностик в той же мере, в какой я агностик в вопросе существования фей в закутке сада.
Оригинальный текст (англ.)I am an agnostic only to the extent that I am agnostic about fairies at the bottom of the garden.